# 테레지아
《테레지아》는 2009년 9월 올스타(KTH)가 출시한 공포, 스릴러 모바일 게임이다.

## 개발
일본 워크잼사에서 개발된 모바일 게임으로 2008년 NDS용으로 발매되어 6만 건 이상의 다운로드를 기록하였으며, 당 게임에 대한 국내 서비스 판권을 확보하고 있는 에그소프트와 올스타(KTH)에 의해 국내에 2009년 8월 출시되었다.

## 스토리
테레지아는 기억을 잃어버린 주인공이 낯선 방에서 깨어난다는 설정으로 시작된다. 낯선방에서부터 시작되는 트랩을 탈출하여, 한 장소에서 다른 장소로 이동하면서 자신을 둘러싼 죽음의 기억을 추리하는 게임이다.